# Edward Howard Lambert
Pour les articles homonymes, voir Lambert.
Edward Howard Lambert (30 août 1915 - 27 juillet 2003) est un médecin et neurophysiologiste américain, originaire du Minnesota, spécialisé dans l’étude des affections neuromusculaires. Il est considéré comme l’un des fondateurs de l’électroneuromyographie (ENMG) aux États-Unis. Diplômé MD de l’Université de l’Illinois en 1939 et docteur en physiologie en 1944, il effectue l’essentiel de sa carrière à la Mayo Clinic, Rochester, Minnesota, à partir de 1943.
Il fut l’un des inventeurs de la combinaison anti-g des pilotes d’avions. En 1945, il n’hésita pas à participer à une dangereuse expérience au cours de laquelle il perdit connaissance après avoir subi une accélération de 7 g dans un Douglas Dauntless A-24, apportant ainsi la preuve de l’utilité de la combinaison anti-g.
En 1956, son collègue de la Mayo Clinic Lee M. Eaton lui propose d’entreprendre  une étude sur les réflexes des patients atteints d’hypothyroïdie, ce qui l’amène à s’intéresser aux affections neuromusculaires en général et à la myasthénie en particulier. C’est la même année  que les deux médecins, en collaboration avec E.D. Rooke, parviennent à identifier dans une série de patients myasthéniques, un sous-groupe dans lequel la stimulation répétitive à haute fréquence provoque une augmentation de la réponse motrice au lieu de l’épuisement attendu. Tous les patients sont atteints d’un cancer bronchique à petites cellules. Cette affection est depuis connue sous le nom de Syndrome myasthénique de Lambert-Eaton.